# Free (Rick Astley-album)
A Free című album Rick Astley harmadik stúdióalbuma, mely 1991-ben jelent meg. Ez volt az első album, melyet nem a Stock Aitken Waterman trió írt. Cry for Help című balladája Top 10-es sláger volt mint az Egyesült Királyságban, mint az Egyesült Államokban. Az albumról kimásolt Never Knew Love, és Move Right Out című dalok kevésbé voltak sikeresek. Az album az UK Top 10 és amerikai Top 40-es listán helyezést ért el.

## Megjelenések
CD  Magyarország RCA – PD 74896
1. "In the Name of Love" 4:27 (McDonald)
2. "Cry for Help" 4:54 (Rick Astley/Rob Fisher)
3. "Move Right Out" 3:50 (Astley/Fisher)
4. "Be With You" 4:07 (Astley/King)
5. "Really Got a Problem" 4:15 (Astley/King)
6. "Is This Really Love" 3:26 (Astley)
7. "This Must Be Heaven" 4:42 (Brown/Cohen/Lind)
8. "Never Knew Love" 3:07 (Derek Bordeaux/John Paul)
9. "The Bottom Line" 5:13 (Astley)
10. "Wonderful You" 5:08 (Astley)
11. "Behind the Smile" 4:33 (Astley)

## Közreműködnek
- Anne Dudley – Karmester
- Gary Stevenson – Tervező
- Henrik Nilson – Tervező
- Allan Krohn – Asszisztens
- Andy Baker – Asszisztens
- Craig Portells – Asszisztens
- Ren Swan – Mixer
- Rick Astley – Művészeti vezető
- Mike Orr and the Broughton Design Group – Tervező
- Paul Cox – Fotográfus
- Tony Henderson – Menedzser

## Eladások
| Ország                     | Minősítés | Eladás  |
| -------------------------- | --------- | ------- |
| Spanyolország (PROMUSICAE) | Arany     | 50,000  |
| Egyesült Királyság (BPI)   | Arany     | 100,000 |